# السروتين (حالمين)

تعديل مصدري - تعديل

السروتين هي إحدى قرى عزلة حبيل الريدة بمديرية حالمين التابعة لمحافظة لحج، بلغ تعداد سكانها 191 نسمة حسب تعداد اليمن لعام 2004.